# Ceraphronidae

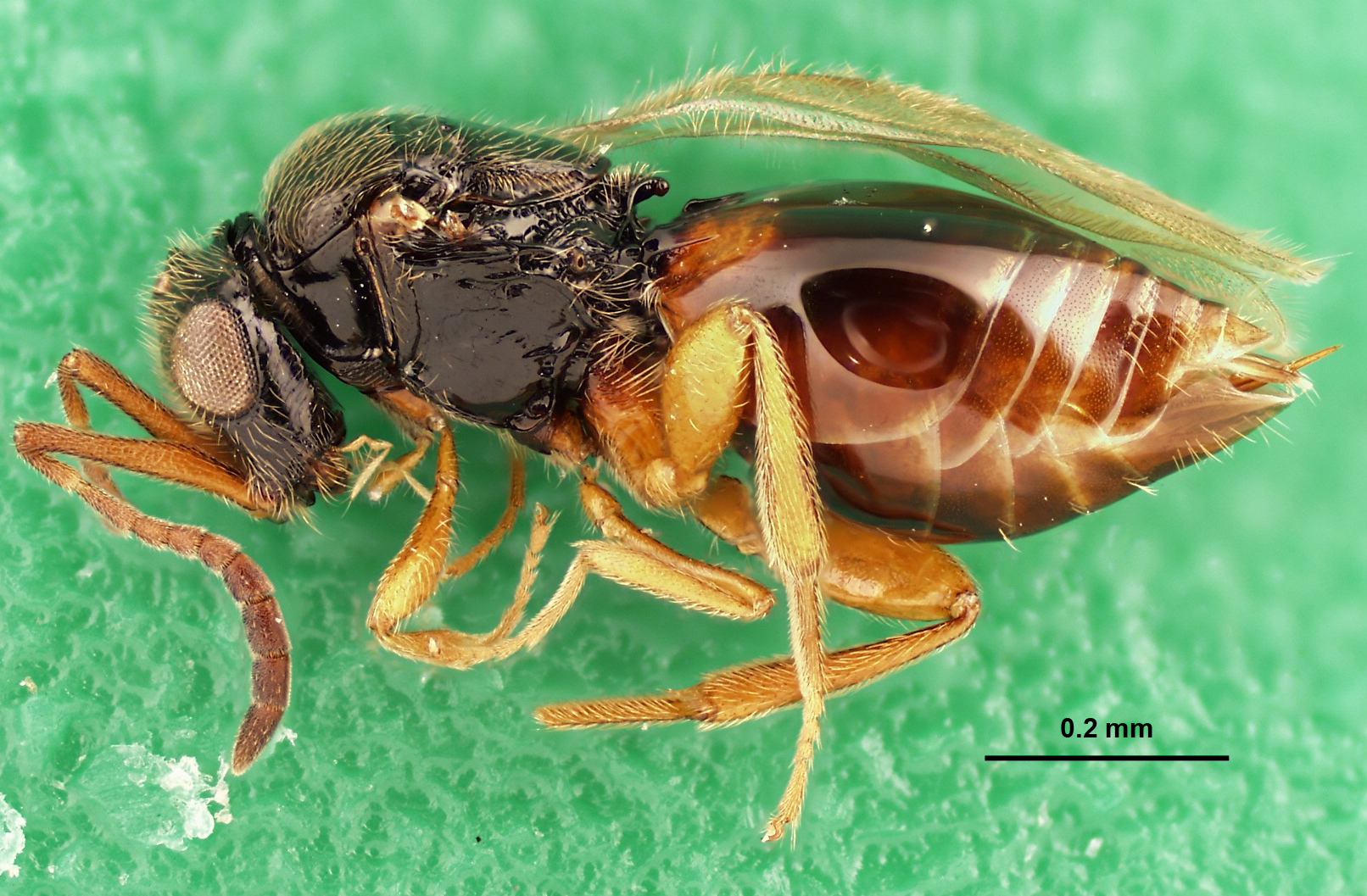
Ceraphron sp.

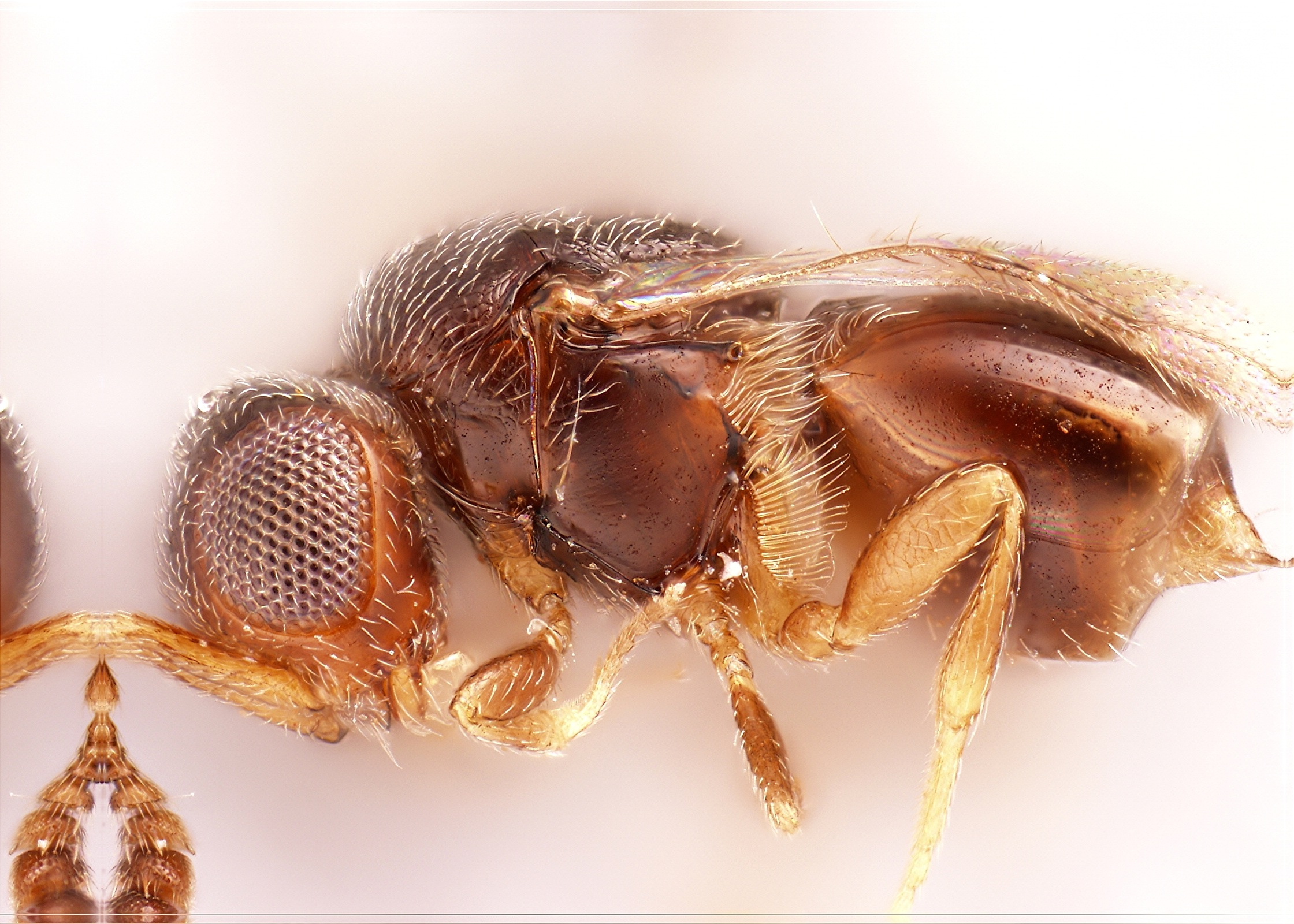
Aphanogmus sp.

Ceraphronidae – rodzina błonkówek z podrzędu trzonkówek i grupy owadziarek.

## Zasięg występowania
Przedstawiciele tej rodziny występują na całym świecie. W Polsce stwierdzono 12 gatunków, choć przypuszcza się, że jest ich około 70 (zobacz: Ceraphronidae Polski).

## Budowa ciała
Osiągają 0,5–3 mm długości. Czułki u samic mają 9 lub 10 segmentów, zaś u samców 10 lub 11. Mezoscutum z pojedynczym, centralnie położonym rowkiem. Stylik szeroki. Środkowe golenie z pojedynczą ostrogą, duża ostroga na przednich goleniach nie rozwidlona na wierzchołku. Pterostygma mała i wydłużona, rzadko nieobecna.

## Biologia i ekologia
Larwy są parazytoidami larw owadów z rzędów motyli, muchówek, pluskwiaków sieciarek i wciornastków. Niektóre gatunki są hiperparazytoidami męczelkowatych atakujących mszyce.

## Systematyka
Do rodziny Ceraphronidae zalicza się około 360 opisanych gatunków (szacuje się, że jest ich około 1000) zgrupowanych w 15 rodzajach:
- Abacoceraphron
- Aphanogmus
- Ceraphron
- Cyoceraphron
- Donadiola
- Ecitonetes
- Elysoceraphron
- Gnathoceraphron
- Homeloceraphron
- Kenitoceraphron
- Masner
- Microceraphron
- Pteroceraphron
- Retasus
- Synarsis